# Kożanówka (gmina Kodeń)
Kożanówka – wieś w Polsce położona w województwie lubelskim, w powiecie bialskim, w gminie Kodeń. Przez miejscowość przepływa rzeka Czapelka, dopływ Krzny. 
W latach 1975–1998 miejscowość należała administracyjnie do województwa bialskopodlaskiego. 
Wieś jest sołectwem w gminie Kodeń. Według Narodowego Spisu Powszechnego (III 2011 r.) liczyła 49 mieszkańców i była trzynastą co do wielkości miejscowością gminy Kodeń.
Większość mieszkańców wsi należy do prawosławnej parafii Podwyższenia Krzyża Pańskiego w Dobratyczach natomiast wierni Kościoła rzymskokatolickiego należą do parafii Zmartwychwstania Pańskiego w Kopytowie.

## Historia
Kożanówka, wieś w powiecie bialskim, gminie Kostomłoty, parafii Dobratycze. W roku 1883 we wsi było 21 domów i 150 mieszkańców na 561 morgach obszaru .